# Lijst van ministeries van Polen
Dit is een lijst van ministeries van de Republiek Polen.

## Huidige ministeries
- Ministerie van Administratie en Digitalisering (Ministerstwo Administracji i Cyfryzacji)
- Ministerie van Arbeid en Sociale Zaken (Ministerstwo Pracy i Polityki Społecznej)
- Ministerie van Binnenlandse Zaken (Ministerstwo Spraw Wewnętrznych)
- Ministerie van Buitenlandse Zaken (Ministerstwo Spraw Zagranicznych)
- Ministerie van Cultuur en Nationaal Erfgoed (Ministerstwo Kultury i Dziedzictwa Narodowego)
- Ministerie van Defensie (Ministerstwo Obrony Narodowej)
- Ministerie van Economie (Ministerstwo Gospodarki)
- Ministerie van Financiën (Ministerstwo Finansów)
- Ministerie van Gezondheid (Ministerstwo Zdrowia)
- Ministerie van Infrastructuur en Ontwikkeling (Ministerstwo Infrastruktury i Rozwoju)
- Ministerie van Justitie (Ministerstwo Sprawiedliwości)
- Ministerie van Landbouw en Plattelandsontwikkeling (Ministerstwo Rolnictwa i Rozwoju Wsi)
- Ministerie van Milieu (Ministerstwo Środowiska)
- Ministerie van Onderwijs (Ministerstwo Edukacji Narodowej)
- Ministerie van de Schatkist (Ministerstwo Skarbu Państwa)
- Ministerie van Sport en Toerisme (Ministerstwo Sportu i Turystyki)
- Ministerie van Wetenschap en Hoger Onderwijs (Ministerstwo Nauki i Szkolnictwa Wyższego)

## Voormalige ministeries
Dit overzicht is mogelijk incompleet; u kunt helpen door het uit te breiden.
- Ministerie van Binnenlandse Zaken en Administratie (Ministerstwo Spraw Wewnętrznych i Administracji): in 1997 opgericht en in 2011 weer vervangen door het Ministerie van Binnenlandse Zaken en het Ministerie van Administratie en Digitalisering.
- Ministerie van Industrie en Handel (Ministerstwo Przemysłu i Handlu)
- Ministerie van Regionale Ontwikkeling (Ministerstwo Rozwoju Regionalnego)
- Ministerie van Sociale Zaken (Ministerstwo Polityki Społecznej): in 2004 opgericht en een jaar later opgeheven. Het Ministerie van Arbeid en Sociale Zaken ontstond naar aanleiding van de opheffing van dit ministerie en de inkrimping van het Ministerie van Economie.
- Ministerie van Verkeer, Woningbouw en Zeevaart (Ministerstwo Transportu, Budownictwa i Gospodarki Morskiej)